# Nudiantennarius subteres
Nudiantennarius subteres is een straalvinnige vissensoort uit de familie van voelsprietvissen (Antennariidae). De wetenschappelijke naam van de soort is voor het eerst geldig gepubliceerd in 1912 door Smith & Radcliffe.